# Euglossa micans
Euglossa micans är en biart som beskrevs av Dressler 1978. Euglossa micans ingår i släktet Euglossa, tribus orkidébin, och familjen långtungebin. Inga underarter finns listade.